# Maiorî, Odesa
Maiorî (în ucraineană Майори) este un sat în raionul Odesa, regiunea Odesa, Ucraina, formată numai din satul de reședință.

## Demografie
Componența lingvistică a comunei Maiorî
     Ucraineană (77,16%)
     Rusă (19,71%)
     Română (1,81%)
     Alte limbi (0,99%)
Conform recensământului din 2001, majoritatea populației comunei Maiorî era vorbitoare de ucraineană (77,16%), existând în minoritate și vorbitori de rusă (19,71%) și română (1,81%).